# Lewiston, Michigan
Lewiston är en ort i Montmorency County i delstaten Michigan, USA.